# 황윤성 (2000년)
황윤성(黃允省, 2000년 10월 30일 ~ )는 대한민국의 가수로 보이그룹 드리핀의 멤버이다.